# Izabela Adamczyk
Izabela Adamczyk z domu Szewieczek (ur. 26 sierpnia 1986) – polska judoczka oraz zawodniczka ju-jitsu.
Jako judoczka była zawodniczką klubów: PKS Katowice (2000-2002), UKS Judo Mysłowice (2004-2007), KS Gwardia Bielsko-Biała (2008). Wicemistrzyni Europy kadetek 2002. Brązowa medalistka mistrzostw Polski seniorek 2006 w kategorii do 70 kg. W ju-jitsu była m.in. młodzieżową mistrzynią Europy 2006. Była żona judoki i zawodnika ju-jitsu Michała Adamczyka.